# كارل بيشوف
كارل بيشوف هو مهندس معماري ومهندس وسياسي ألماني، ولد في 9 أغسطس 1897 في Neuhemsbach ‏ في ألمانيا، وتوفي في 2 أكتوبر 1950 في مدينة بريمن في ألمانيا. نشط حزبياً في الحزب النازي.